# 備中國分寺
備中國分寺（びっちゅうこくぶんじ）是位在日本岡山縣總社市的真言宗御室派寺院。山號「日照山」。本尊藥師如來、開基（創立者）為聖武天皇。田園風景之中的國分寺五重塔是觀光地吉備路的象徵。

## 歷史
天平13年（741年），聖武天皇發布「國分寺建立之詔」，在諸國建立的國分寺之一。

## 關連項目
- 國分寺
- 吉備路

## 外部連結
- 備中國分寺